# Zamamijima
Zamamijima (座間味島?) es una isla ubicada en las islas Kerama dentro del archipiélago de las Ryukyu, al suroeste de Japón. Se ubica exactamente dentro de la villa de Zamami, prefectura de Okinawa. Tiene una extensión de 6,66 km² y una población de 645 habitantes.
En la isla se ubica la principal localidad de la villa. Entre los principales atractivos turísticos de la isla están las playas Ama y Furuzamami, de aguas cristalinas.

## Galería

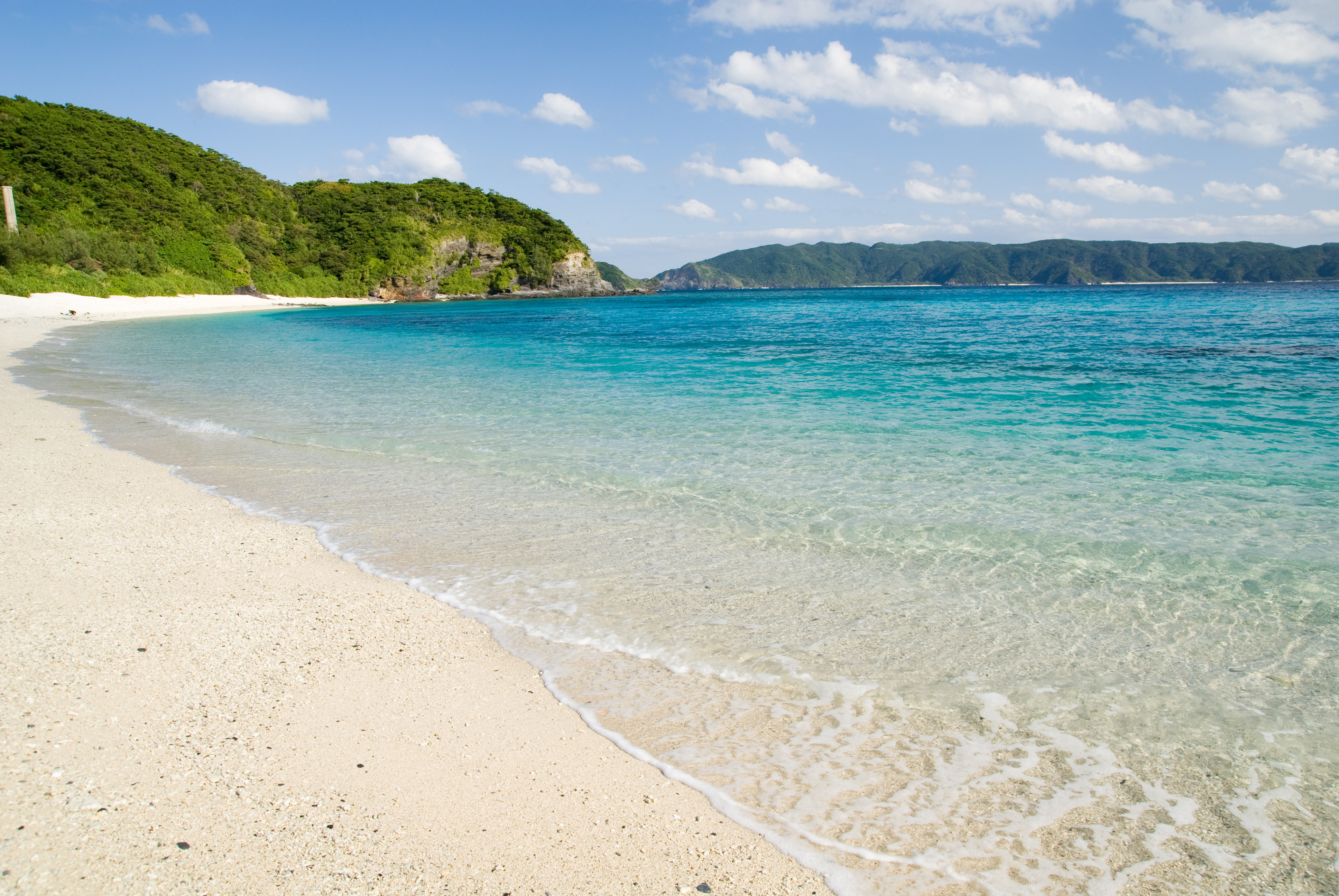
Playa Furuzamami.
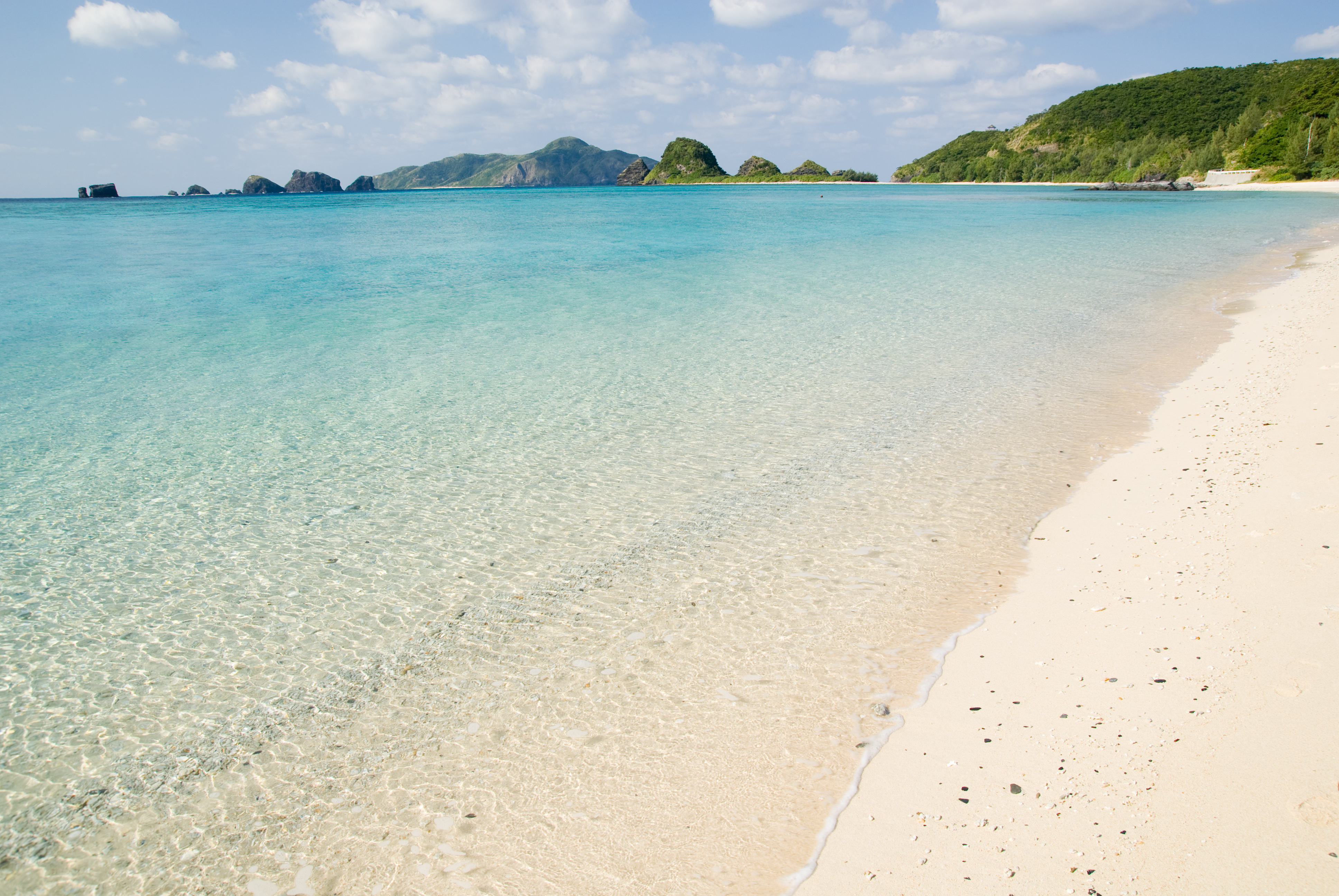
Playa Ama.